# Aegithinidae
Famille
Genre
Les Aegithinidae (ou ægithinidés) sont une famille de passereaux constituée du seul genre Aegithina et 4 espèces.

## Position systématique
Les études d'hybridation de l'ADN ont montré qu'ils étaient apparentés aux corvidés, et placé dans cette famille dans la classification de Sibley. Ils ont longtemps été classés dans la famille des irénidés avec les verdins et les oiseaux bleus des fées. D'après le Congrès ornithologique international, ils forment maintenant une famille à part entière.

## Répartition
Leur aire de répartition se limite à la seule région indomalaise.

## Liste des espèces
D'après la classification de référence (version 5.2, 2015) du Congrès ornithologique international (ordre phylogénique) :
- Aegithina tiphia – Petit Iora
- Aegithina nigrolutea – Iora à queue blanche
- Aegithina viridissima – Iora émeraude
- Aegithina lafresnayei – Iora de Lafresnaye